# ابی لین
اَبـِـی لین (انگلیسی: Abbe Lane؛ زادهٔ ۱۴ دسامبر ۱۹۳۲) خواننده، هنرمند رقص و بازیگر یهودی‌تبار اهل ایالات متحده آمریکا است.
از فیلم‌ها یا مجموعه‌های تلویزیونی که وی در آن‌ها نقش داشته است، می‌توان به راهبه پرنده و کشتی راهنما اشاره نمود.